# Österholmen (Vårdö, Åland)
Österholmen är en ö i Åland (Finland). Den ligger i Skärgårdshavet och i kommunen Vårdö i landskapet Åland, i den sydvästra delen av landet. Ön ligger omkring 29 kilometer nordöst om Mariehamn och omkring 250 kilometer väster om Helsingfors.
Öns area är 50,1 hektar och dess största längd är 1,4 kilometer i sydväst-nordöstlig riktning. Ön höjer sig omkring 15 meter över havsytan.